# Western Wireless
Western Wireless Corporation war ein US-amerikanisches Unternehmen der Telekommunikationsbranche.
Die Firma betätigte sich hauptsächlich im Westen der USA. Sie besaß und betrieb Mobilfunksysteme in 19 Bundesstaaten. Das Unternehmen betreute im August 2005 nach eigenen Angaben 1.231.200 Kunden.
Western Wireless war an der Technologiebörse NASDAQ notiert.
Mitte des Jahres 2005 wurde Western Wireless vom US-Telekomunternehmen Alltel übernommen. Alltel beabsichtigte, alle internationalen Western-Wireless-Töchter zu verkaufen. Die österreichische Tochter tele.ring wurde daraufhin im Frühjahr 2006 für 1,3 Milliarden EUR an T-Mobile verkauft.